# Deep Dream
Deep Dream je druhé sólové studiové album amerického hudebníka Richarda Jamese Simpsona. Vydáno bylo 12. dubna 2019 společností Rehlein Music. Podíleli se na něm například Dustin Boyer, který hrál i na Simpsonově debutu z roku 2017, Sweet Birds of Youth, a dále Ygarr Ygarrist z kapely Zolar X, Don Bolles z Germs a Paul Roessler. Ve dvou písních navíc zahrála původní sestava Simpsonovi kapely z devadesátých let Teardrain, tedy Jill Emery (baskytara) a Mark Reback (bicí). Emery se navíc podílela na dalších písních jako apoluautorka či spoluproducentka. Album bylo nahráno v Los Angeles a také v San Franciscu, konkrétně v Roesslerově studiu Kitten Robot Studios. Album masteroval Geza X, který se rovněž podílel na Simpsonově debutovém albu. K mnoha písním z alba byly natočeny videoklipy. Například klip ke skladbě „Cell“ byl zveřejněn již v březnu 2019. Simpson se při tvorbě alba do značné míry inspiroval deskami Davida Bowieho z konce sedmdesátých let, konkrétně Low a Heroes, ale také filmovými skladateli Michaelem Smallem a Fredem Karlinem.

## Seznam skladeb
| Pořadí         | Název                         | Autor                               | Délka |
| -------------- | ----------------------------- | ----------------------------------- | ----- |
| 1.             | Dream 1                       | Richard James Simpson               | 0:09  |
| 2.             | ON2U                          | Richard James Simpson               | 2:12  |
| 3.             | Know                          | Richard James Simpson               | 4:31  |
| 4.             | Ice on Your Lips              | Richard James Simpson               | 0:32  |
| 5.             | Mary Shoots 'Em First         | Richard James Simpson               | 5:25  |
| 6.             | Free                          | Richard James Simpson               | 3:15  |
| 7.             | Half Brother, Half Clouds     | Richard James Simpson               | 1:49  |
| 8.             | I Couldn't Be Happier         | Richard James Simpson               | 2:23  |
| 9.             | Job                           | Richard James Simpson, Jill Emery   | 5:00  |
| 10.            | My Psychedelic Mother         | Richard James Simpson               | 3:16  |
| 11.            | The Giver                     | Richard James Simpson               | 2:15  |
| 12.            | Pieces of You                 | Richard James Simpson, Jill Emery   | 3:40  |
| 13.            | Sugar Blue Inn                | Richard James Simpson               | 3:31  |
| 14.            | Primrose Bob                  | Richard James Simpson               | 3:11  |
| 15.            | The Walls Have Ears           | Richard James Simpson, Jill Emery   | 1:34  |
| 16.            | Human (Like I Versus Like Me) | Richard James Simpson, Dustin Boyer | 2:18  |
| 17.            | Cell                          | Richard James Simpson               | 4:35  |
| Celková délka: | Celková délka:                | Celková délka:                      | 49:25 |

## Obsazení
Hudebníci
- Richard James Simpson – zpěv, kytara, syntezátor, perkuse, zvuky
- Dustin Curtis Boyer – baskytara, syntezátor, varhany, bicí
- Ygarr Ygarrist – kytara, baskytara, syntezátor, bicí
- Paul Roessler – syntezátor, doprovodné vokály
- Jill Emery – baskytara, doprovodné vokály
- Mark Reback – bicí
- Don Bolles – bicí
- Geza X – kytara
- Mike Koenig – zvuky
- Joi Parker – hlas
- Miguel Infanzon – hlas
- Wilton – baskytara
- Joe – bicí

Technická podpora
- Richard James Simpson – produkce
- Jack Waterson – produkce
- Paul Roessler – produkce
- Jill Emery – produkce
- Mark Reback – produkce
- Geza X – mastering
- Jessee Vidaurre – design